# HMS Courageous (S50)
O HMS Courageous foi um submarino de propulsão nuclear da Marinha Real Britânica. O navio pertence a Classe Churchill, com 4 900 toneladas de deslocamento, foi lançado em 16 de outubro de 1971 e esteve em operações até 10 de abril de 1992. O navio museu esta docado na base HMNB Devonport .